# Carl Harlén
Carl Roland Harlén, född 11 maj 1950 i Falköping, är en svensk skådespelare, manusförfattare och regissör.
Harlén var med och bildade Teater UNO, en fri teatergrupp i Göteborg, 1977. Han gjorde sin TV-debut 1994 i Handbok för handlösa. 2005–2017 spelade han baskermannen i TV-serien Saltön.

## Filmografi
- 1994 – Handbok för handlösa – pappa
- 1997 – Rika barn leka bäst – Alfredsson
- 1999 – Sally (TV-serie) – konstnär, psykolog, centerpartist
- 2003 – Hoppet
- 2005–2017 – Saltön – baskermannen
- 2012 – Rekonstruktion – granne